# Целая рациональная функция
Целая рациональная функция (также полиномиальная функция) — числовая функция, задаваемая многочленом.
Наиболее простыми представителями целой рациональной функции являются константная, линейная и квадратичная функции.
Наряду с дробно-рациональными функциями, целые рациональные функции являются частным случаем рациональных функций.

## Определение
Целая рациональная функция — функция одного вещественного переменного вида:
{\displaystyle f(x)=a_{n}x^{n}+a_{n-1}x^{n-1}+\dotsb +a_{2}x^{2}+a_{1}x+a_{0}=\sum _{i=0}^{n}a_{i}x^{i},}
где {\displaystyle n\in \mathbb {N} }, {\displaystyle a_{n},a_{n-1},\ldots ,a_{2},a_{1},a_{0}\in \mathbb {R} } и {\displaystyle a_{n}\neq 0}.
Иначе говоря, целая рациональная функция представляет собой линейную комбинацию нескольких степенных функций.

### Замечания
- Особым случаем целой рациональной функции является функция {\displaystyle f(x)=0}, все коэффициенты которой равны нулю.

- Натуральное число {\displaystyle n} (наибольший показатель степени переменной {\displaystyle x}) определяет степень полиномиальной функции.
- Действительные числа {\displaystyle a_{n},\ldots ,a_{2},a_{1},a_{0}} называются коэффициентами полиномиальной функции. При этом число {\displaystyle a_{n}} часто называют старшим коэффициентом, а число {\displaystyle a_{0}} — свободным коэффициентом.

## Типы
- При {\displaystyle n=0} полиномиальная функция вырождается в константную функцию {\displaystyle f(x)=a_{0}}
- При {\displaystyle n=1} получается линейная функция {\displaystyle f(x)=a_{1}x+a_{0}}.
- При {\displaystyle n=2} получается квадратичная функция {\displaystyle f(x)=a_{2}x^{2}+a_{1}x+a_{0}}.
- При {\displaystyle n=3} получается кубическая функция {\displaystyle f(x)=a_{3}x^{3}+a_{2}x^{2}+a_{1}x+a_{0}}.
- Если {\displaystyle a_{n}\neq 0} и все остальные коэффициенты равны {\displaystyle 0}, имеет место степенная функция {\displaystyle f(x)=a_{n}x^{n}} с натуральным показателем.

### Примеры
- Функция {\displaystyle f(x)=-2x^{3}+3x^{2}-5x+4} является полиноминальной функцией третьей степени с коэффициентами {\displaystyle -2}; {\displaystyle 3}; {\displaystyle -5} и {\displaystyle 4}.
- Функция {\displaystyle f(x)=x^{5}+3x^{3}+5x} является полиноминальной функцией пятой степени с коэффициентами {\displaystyle 1}; {\displaystyle 0}; {\displaystyle 3}; {\displaystyle 0}; {\displaystyle 5} и {\displaystyle 0}.
- Функция {\displaystyle f(x)={\frac {1}{3}}x^{2}-{\sqrt {2}}} является полиноминальной функцией второй степени (то есть квадратичной функцией) с коэффициентами {\displaystyle {\frac {1}{3}}} и {\displaystyle -{\sqrt {2}}}.

## Основные свойства

### Область определения, множество значений, пределы
Полиномиальная функция над полем действительных чисел определена всюду и является непрерывной на всей своей области определения. Её множество значений также является подмножеством множества действительных чисел. При чётном {\displaystyle n} множество значений будет, в зависимости от знака старшего коэффициента {\displaystyle a_{n}}, ограничено сверху или снизу (см. также таблицу).
Предел полиномиальной функции на бесконечности {\displaystyle x\to \pm \infty } всегда существует, а его конкретное значение зависит от чётности степени {\displaystyle n} и знака при старшем коэффициенте {\displaystyle a_{n}}. При этом график полиномиальной функции ведёт себя точно так же, как и график степенной функции {\displaystyle g(x)=a_{n}x^{n}}:
|                         | чётное {\displaystyle n}                                                                                     | чётное {\displaystyle n} | нечётное {\displaystyle n} | нечётное {\displaystyle n} |
| ----------------------- | --- | ------------------------ | --- | -------------------------- |
| {\displaystyle a_{n}>0} | {\displaystyle f(x)\to +\infty } при {\displaystyle x\to \pm \infty } (множество значений ограничено снизу)  |                          | {\displaystyle f(x)\to -\infty } при {\displaystyle x\to -\infty } {\displaystyle f(x)\to +\infty } при {\displaystyle x\to +\infty } |                            |
| {\displaystyle a_{n}<0} | {\displaystyle f(x)\to -\infty } при {\displaystyle x\to \pm \infty } (множество значений ограничено сверху) |                          | {\displaystyle f(x)\to +\infty } при {\displaystyle x\to -\infty } {\displaystyle f(x)\to -\infty } при {\displaystyle x\to +\infty } |                            |

Предел полиномиальной функции в каждой точке {\displaystyle x_{0}} совпадает со значением функции в этой точке: {\displaystyle \lim _{x\to x_{0}}f(x)=f(x_{0})}.
Например, для функции {\displaystyle f(x)=3x^{8}-5x^{4}+1} имеем:
{\displaystyle \lim _{x\to -\infty }f(x)=\lim _{x\to \infty }(3x^{8})=+\infty }
{\displaystyle \lim _{x\to 1}f(x)=f(1)=3-5+1=-1}

### Чётность и симметрия

Функция содержит лишь чётные показатели степени (; и), поэтому её график обладает осевой симметрией по отношению к оси ординат

Полиномиальная функция является чётной, если все показатели степени в её записи являются чётными числами. График такой функции обладает осевой симметрией по отношению к оси ординат). Эта симметрия имеет место ввиду равенства {\displaystyle f(-x)=f(x)}, справедливого по отношению к чётным функциям. Чётными, например, являются следующие полиномиальные функции:
- {\displaystyle f(x)=-2x^{4}+3x^{2}} с показателями {\displaystyle 4} и {\displaystyle 2}
- {\displaystyle f(x)=-2x^{4}+3x^{2}+1} с показателями {\displaystyle 4}; {\displaystyle 2} и {\displaystyle 0}
- {\displaystyle f(x)=5x^{6}-2} с показателями {\displaystyle 6} и {\displaystyle 0}

Полиномиальная функция является нечётной, если все показатели степени в её записи являются нечётными числами. График такой функции обладают центральной симметрией по отношению к центру системы координат). Эта симметрия имеет место ввиду равенства {\displaystyle f(-x)=-f(x)}, выполняющегося для нечётных функциям. Нечётными являются, например, следующие полиномиальные функции:
- {\displaystyle f(x)=2x^{7}-3x^{5}} с показателями {\displaystyle 7} и {\displaystyle 5}
- {\displaystyle f(x)=-2x^{5}+3x^{3}-2x} с показателями {\displaystyle 5}; {\displaystyle 3} и {\displaystyle 1}

Если в записи полиномиальной функции встречаются как чётные, так и нечётные показатели, такая функция не является ни чётной, ни ничётной. По этой причине её график не обладает симметрией ни по отношению к оси ординат, ни по отношению к центру системы координат. Тем не менее, такие функции могут обладать более сложными случаями симметрии. В частности, справедливы следующие утверждения:
- Если {\displaystyle f(x_{0}+x)=f(x_{0}-x)} для некоторого числа {\displaystyle x_{0}\in \mathbb {R} }, то график этой функции обладает осевой симметрией по отношению к прямой {\displaystyle x=x_{0}}.
- Если {\displaystyle f(x_{0}+x)-y_{0}=-f(x_{0}-x)+y_{0}} для некоторой пары чисел {\displaystyle x_{0},y_{0}\in \mathbb {R} }, то график этой функции обладает центральной симметрией по отношению к точке {\displaystyle P(x_{0}|y_{0})}.

Кроме того, также имеют место следующие свойства:
- График каждой полиноминальной функции второй степени является симметричным по отношению к прямой, проходящей параллельно оси ординат через вершину параболы, которая одновременно также является точкой экстремума этой функции.
- График каждой полиноминальной функции третьей степени является симметричным по отношению к своей точке перегиба.

### Производная и первообразная
{\displaystyle (u(x)+v(x))'=u'(x)+v'(x)}

{\displaystyle (a\cdot x^{n})'=a\cdot n\cdot x^{n-1}}

{\displaystyle (a)'=0}
{\displaystyle \int [u(x)+v(x)]dx=\int u(x)dx+\int v(x)dx}

{\displaystyle \int (a\cdot x^{n})dx={\dfrac {a}{n+1}}\cdot x^{n+1}+C}

{\displaystyle \int \!a\,dx=ax+C}

Полиномиальная функция дифференцируема во всей своей области определения. Её производная легко находится с помощью элементарных правил дифференцирования. Так, производная функции {\displaystyle f(x)=2x^{3}-4x^{2}+5x-1} вычисляется следующим образом:
{\displaystyle {\begin{aligned}f'(x)&=(2x^{3}-4x^{2}+5x-1)'=\\&=(2x^{3})'+(-4x^{2})'+(5x)'+(-1)'=\\&=2\cdot 3x^{2}-4\cdot 2x+5\cdot 1x^{0}-1\cdot 0=\\&=6x^{2}-8x+5=\end{aligned}}}
Полиномиальная функция также и интегрируема во всей своей области определения. Её первообразная также легко находится с помощью элементарных правил интегрирования. Например, первообразная той же функции {\displaystyle f(x)}, что и в примере выше, вычисляется следующим образом:
{\displaystyle F(x)=\int (2x^{3}-4x^{2}+5x-1)dx={\frac {1}{2}}x^{4}-{\frac {4}{3}}x^{3}+{\frac {5}{2}}x^{2}-x+c}, где {\displaystyle c\in \mathbb {R} .}
Нетрудно заметить, что производная и первобразная полиномиальной функции {\displaystyle f(x)} степени {\displaystyle n} также сами являются полиномиальными. При этом функция {\displaystyle f'(x)} имеет степень {\displaystyle n-1} и функция {\displaystyle F(x)} — степень {\displaystyle n+1} (за исключением тривиального случая, когда {\displaystyle f(x)=0}).

## Особые точки полиномиальной функции

### Вычисление нулей функции
Нули полиномиальной функции совпадают с корнями многочлена, присутствующего в её уравнении. Таким образом, для нахождения нулей необходимо решить уравнение {\displaystyle f(x)=0}. Метод решения во многом зависит от конкретного уравнения функции.
Если функция {\displaystyle f(x)=a_{n}x^{n}+\dotsb +a_{2}x^{2}+a_{1}x+a_{0}} записана в факторизированном виде {\displaystyle f(x)=a_{n}\cdot (x-x_{1})^{k_{1}}\cdot (x-x_{2})^{k_{2}}\dotsb (x-x_{m})^{k_{m}}}, где каждый из факторов представляет из себя линейный двучлен, то действительные числа {\displaystyle x_{1}}, {\displaystyle x_{2}}, …, {\displaystyle x_{m}} являются нулями функции {\displaystyle f(x)}, а натуральные числа {\displaystyle k_{1}}, {\displaystyle k_{2}}, …, {\displaystyle k_{m}} показывают кратность соответствующих нулей этой функции. При этом выполняется условие: {\displaystyle k_{1}+k_{2}+\dotsb +k_{m}\leq n}. Таким образом, степень {\displaystyle n} функции {\displaystyle f(x)} определяет максимально возможное число её нулей над полем действительных чисел. В случае обобщения полиномиальной функции на поле комплексных чисел, в соответствии с основной теоремой алгебры, будет выполняться равенство: {\displaystyle k_{1}+k_{2}+\dotsb +k_{m}=n}.
Так, например, полиномиальная функция {\displaystyle f(x)=-0{,}01\cdot x^{3}\cdot (x-2)\cdot (x+3)^{2}\cdot (x^{2}+1)} имеет три нуля, а именно: {\displaystyle x_{1}=0} (кратности 3), {\displaystyle x_{2}=2} (кратности 1) и {\displaystyle x_{3}=-3} (кратности 2). Квадратный двучлен {\displaystyle x^{2}+1} не имеет действительных корней, поэтому не может быть далее факторизирован на линейные множители.
В общем, для нахождения нулей полиномиальной функции степени {\displaystyle n=1} и {\displaystyle n=2} используются методы, применяемые для решения соответственно линейных и квадратных уравнений. Для нахождения нулей полиномиальной функции степени {\displaystyle n\geq 3} там, где это возможно, могут быть использованы различные специальные методы решения алгебраических уравнений высших степеней (в особенности это касается биквадратных и степенных уравнений). В более общих случаях применяются либо такие универсальные методы как деление многочленов столбиком или схема Горнера, позволяющие, однако, найти лишь целочисленные (точные) решения, либо используются численные методы (например, метод Ньютона) для нахождения всех (но лишь приближённых) решений.
Методы нахождения целочисленных корней многочлена основаны на следствии из теоремы Безу. В частности, для факторизации полиномиальной функции {\displaystyle f(x)=a_{n}x^{n}+\dotsb +a_{2}x^{2}+a_{1}x+a_{0}} с целыми коэффициентами сначала среди всех делителей свободного коэффициента {\displaystyle a_{0}} подбирается один любой корень {\displaystyle x_{0}}, то есть такое целое число, для которого справедливо: {\displaystyle f(x_{0})=0}. Затем путём деления столбиком или с помощью схемы Горнера многочлена {\displaystyle f(x)} на двучлен {\displaystyle x-x_{0}} производится факторизация исходного многочлена к виду {\displaystyle f(x)=(x-x_{0})\cdot g(x)}, где {\displaystyle g(x)} — многочлен степени {\displaystyle n-1}. Таким образом, степень исходной функции, а значит, и её сложность, уменьшается. Нахождение нулей функции {\displaystyle f(x)} сводится к нахождению нулей функции {\displaystyle g(x)}.
Так, например, для нахождения нулей функции {\displaystyle f(x)=x^{3}-12x^{2}+5x+150} (см. пример) с целыми коэффициентами сначала «угадывается» один корень (число {\displaystyle 5} находится среди делителей числа {\displaystyle 150}), а затем исходный многочлен {\displaystyle f(x)} делится на двучлен {\displaystyle x-5}. Дальнейшее нахождение остальных нулей функции {\displaystyle f(x)} сводится к нахождению нулей результирующей функции {\displaystyle g(x)=x^{2}-7x-30}, которые легко можно найти, решив соответствующее квадратное уравнение.

### Монотонность и точки экстремума
Так как необходимым условием для существования локального экстремума функции в точке {\displaystyle x_{0}} является нулевое значение углового коэффициента в ней, то для нахождения экстремумов полиномиальной функции необходимо решить уравнение {\displaystyle f'(x)=0}, то есть вычислить нули её производной функции. Так как производная полиномиальной функции сама является полиномиальной функцией (более низкой степени), то для нахождения потенциальных точек экстремума {\displaystyle x_{0}} применяются те же самые методы, что и для вычисления нулей самой функции. Из свойства о числе корней многочлена можно заключить, что полиномиальная функция степени {\displaystyle n} теоретически может иметь до {\displaystyle n-1} локальных экстремумов. Также легко видеть, что между двумя любыми нулями полиномиальной функции обязательно располагается как минимум один локальный экстремум.
Так как любая полиномиальная функция {\displaystyle f(x)} непрерывна и дважды дифференцируема в каждой точке {\displaystyle x_{0}}, то для проверки существования локального максимума и локального минимума полиномиальной функции достаточно убедиться, что найденное значение {\displaystyle x_{0}} (нуль производной функции) удовлетворяет одному из достаточных критериев.

Критерий по второй производной:
- Если {\displaystyle f'(x_{0})=0} и {\displaystyle f''(x_{0})<0}, то {\displaystyle x_{0}} является точкой локального максимума.
- Если {\displaystyle f'(x_{0})=0} и {\displaystyle f''(x_{0})>0}, то {\displaystyle x_{0}} является точкой локального минимума.
- Если {\displaystyle f'(x_{0})=0} и {\displaystyle f''(x_{0})=0}, то о точке {\displaystyle x_{0}} нельзя сделать никакого вывода.

Критерий по первой производной:
- Если {\displaystyle f'(x_{0})=0} и {\displaystyle f'(x)} меняет знак с «плюс» на «минус» при переходе через точку {\displaystyle x_{0}}, то {\displaystyle x_{0}} является точкой локального максимума.
- Если {\displaystyle f'(x_{0})=0} и {\displaystyle f'(x)} меняет знак с «минус» на «плюс» при переходе через точку {\displaystyle x_{0}}, то {\displaystyle x_{0}} является точкой локального минимума.
- Если {\displaystyle f'(x_{0})=0} и {\displaystyle f'(x)} не меняет знака при переходе через точку {\displaystyle x_{0}}, то {\displaystyle x_{0}} не является точкой локального минимума («седловая точка»).

### Выпуклость и точки перегиба

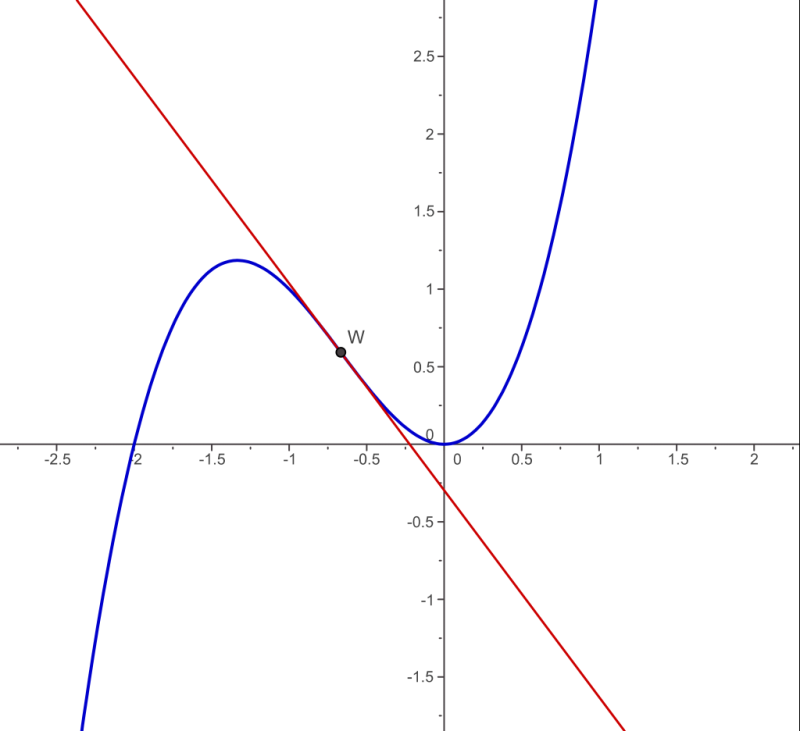
График функции меняет в точке свою выпуклость и поэтому располагается по разные стороны от проведённой в этой точке касательной

Функция не имеет точки перегиба в, хотя и выполняется, поэтому её график полностью расположен по одну сторону от касательной в этой точке

Необходимым условием для существования точки перегиба функции в точке {\displaystyle x_{0}} (то есть точки, в которой меняется выпуклость графика функции) является нулевое значение второй производной в ней. Таким образом, для нахождения точек перегиба полиномиальной функции необходимо решить уравнение {\displaystyle f''(x)=0}. Из свойства о числе корней многочлена можно заключить, что полиномиальная функция степени {\displaystyle n} может иметь до {\displaystyle n-2} точек перегиба.
Ввиду непрерывности и многократной дифференцируемости полиномиальной функции {\displaystyle f(x)} в каждой точке {\displaystyle x_{0}} для проверки существования точек перегиба достаточно убедиться, что найденное значение {\displaystyle x_{0}} (нуль второй производной) удовлетворяет одному из достаточных критериев.

Критерий по третьей производной:
- Если {\displaystyle f''(x_{0})=0} и {\displaystyle f'''(x_{0})\neq 0}, то точка {\displaystyle x_{0}} является точкой перегиба.
- Если {\displaystyle f''(x_{0})=0} и {\displaystyle f'''(x_{0})=0}, то о точке {\displaystyle x_{0}} нельзя сделать никакого вывода.

Критерий по второй производной:
- Если {\displaystyle f''(x_{0})=0} и {\displaystyle f''(x)} меняет знак при переходе через точку {\displaystyle x_{0}}, то {\displaystyle x_{0}} является точкой перегиба.
- Если {\displaystyle f''(x_{0})=0} и {\displaystyle f''(x)} не меняет знак при переходе через точку {\displaystyle x_{0}}, то {\displaystyle x_{0}} не является точкой перегиба.

Например, для нахождения точек перегиба функции {\displaystyle f(x)=x^{3}+2x^{2}} производятся следующие вычисления:
{\displaystyle f'(x)=3x^{2}+4x,\quad f''(x)=6x+4,\quad f'''(x)=6.}
Так как {\displaystyle f''(x)=0} при {\displaystyle x=-{\frac {2}{3}}} и {\displaystyle f'''(-{\frac {2}{3}})=6\neq 0}, то в {\displaystyle x_{0}=-{\frac {2}{3}}} имеется точка перегиба.
В то же время функция {\displaystyle g(x)=x^{4}-x} не имеет точки перегиба в {\displaystyle x_{0}=0}, несмотря на то, что выполняются условия:
{\displaystyle g'(x)=4x^{3}-1,\quad f''(x)=12x^{2},\quad f'''(x)=24x.}
Так как {\displaystyle g''(x)=0} при {\displaystyle x_{0}=0}, но {\displaystyle g'''(0)=0}, то необходимо использовать критерий по второй производной. Ввиду того, что функция {\displaystyle g''(x)=12x^{2}} может принимать только положительные значения, изменения знака не имеет места, поэтому функция {\displaystyle g(x)} не имеет точки перегиба в {\displaystyle x_{0}=0}.

### Графическая связь между особыми точками

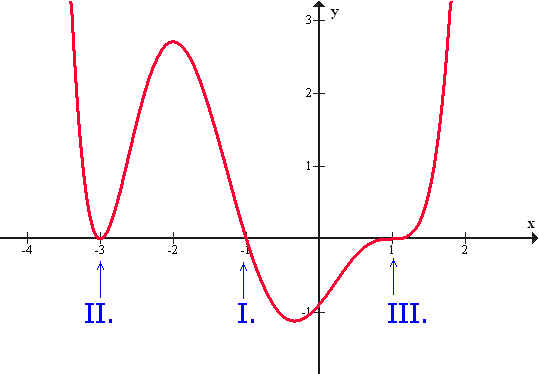
Нули функции различной кратности

Для определения кратности нулей полиномиальной функции может быть использован тот факт, что любая полинимоальная функция является многократно дифференцируемой. Так, если {\displaystyle x_{0}} — нуль кратности {\displaystyle k} (но не кратности {\displaystyle k+1}) полиномиальной функции {\displaystyle f(x)}, то выполняются следующие условия:
{\displaystyle f(x_{0})=0,\quad f'(x_{0})=0,\quad f''(x_{0})=0,\quad \dotsc ,\quad f^{(k-1)}(x_{0})=0,\quad f^{(k)}(x_{0})\neq 0.}
Например, для функции {\displaystyle f(x)=x^{3}-3x^{2}+3x-1} справедливо: {\displaystyle f'(x)=3x^{2}-6x+3}; {\displaystyle f''(x)=6x-6} и {\displaystyle f'''(x)=6}. Так как {\displaystyle f(1)=1-3+3-1=0}, то {\displaystyle x_{0}=1} является нулём функции {\displaystyle f(x)}. Далее выполняется: {\displaystyle f'(1)=3-6+3=0}, {\displaystyle f''(1)=6-6=0} и {\displaystyle f'''(1)=6\neq 0}. Таким образом, {\displaystyle x_{0}=1} является нулём кратности 3!
Кратность нулей можно увидеть из графика полинимиальной функции:
- В случае нуля {\displaystyle x_{0}} кратности 1 график функции пересекает ось абсцисс. При этом в точке {\displaystyle x_{0}} не происходит изменения монотонности функции, так как вторая производная в этой точке не равна нулю!
- Если нуль {\displaystyle x_{0}} имеет чётную кратность 2, 4, 6 и т. д., то, очевидно, что {\displaystyle f'(x_{0})=0} и {\displaystyle f''(x_{0})\neq 0}. Таким образом, график функции будет касаться оси абсцисс в точке {\displaystyle x_{0}}, имея в ней экстремум. Монотонность функции в {\displaystyle x_{0}} будет изменяться.
- Если нуль {\displaystyle x_{0}} имеет нечётную кратность 3, 5, 7 и т. д., то, ввиду {\displaystyle f'(x_{0})=0}, {\displaystyle f''(x_{0})=0} и {\displaystyle f'''(x_{0})\neq 0}, график функции будет иметь в {\displaystyle x_{0}} точку перегиба («седловая точка»). Монотонность функции в {\displaystyle x_{0}} изменяться не будет.